# Erebia cassioides
Erebia cassioides es un lepidóptero ropalócero perteneciente a la familia Nymphalidae. Se encuentra en la cordillera Cantábrica, los Pirineos, Macizo Central, Alpes, Apeninos, Balcanes y en los Montes Retezat, entre los 1600 y 2600 metros.

## Descripción
El imago presenta una envergadura alar de entre 32 y 38 mm. Habita en pendientes herbosas donde nacen las plantas nutricias de las larvas. La oruga se alimenta de Festuca, como Festuca ovina, Poa o Nardus stricta, entre otros.

## Periodo de vuelo
Univoltina, vuela en una generación de finales de junio a comienzos de septiembre según localización.

## Subespecies
- Erebia cassioides cassioides
- Erebia cassioides arvernensis (Oberthür 1908)
- Erebia cassioides carmenta (Fruhstorfer, 1907)
- Erebia cassioides macedonica (Buresch, 1918)